# 122
122（一百二十二）是121与123之间的自然数。

## 數學性質
- 第91個合數，正因數有1、2、61和122。前一個為121、下一個為123。
質因數分解為{\displaystyle 2\times 61}。
- 第92個虧數，真因數和為64，虧度為58。前一個為121、下一個為123。
- 第84個不尋常數，大於平方根的質因數為61。前一個為119、下一個為123。
- 第41個半質數。前一個為121、下一個為123。
- 第76個無平方數因數的數。前一個為119、下一個為123。
- 第52個十进制的等數位數。前一個為121、下一個為123。

## 其它
- 雅娜·卡爾芒活了122歲又164天，是目前有紀錄的最長壽者
- 在材料或凝態物理學上的簡稱，指具有鹼土金屬氮磷族化合物（ATm2Pn2）結構的化合物，如BaFe2As2。
- 122是中华人民共和国的交通事故緊急救助電話，而在大韩民国則是海上事故的緊急救助電話。